# Nicolas Fritsch
Nicolas Fritsch (París, Francia, 19 de diciembre de 1978) es un ciclista francés.
Debutó como profesional en el  año 1999 con el equipo Saint Quentin Oktos MBK.

## Palmarés
1999
- 1 etapa de la Ronde d'Isard

2003
- Tour de Finisterre
- 1 etapa de la París-Corrèze

2007
- 1 etapa de la Ronde de l'Oise

## Resultados en Grandes Vueltas y Campeonatos del Mundo
| Carrera         | Carrera         | 1999 | 2000 | 2001 | 2002 | 2003  | 2004 | 2005 | 2006 |
| --------------- | --------------- | ---- | ---- | ---- | ---- | ----- | ---- | ---- | ---- |
|                 | Giro de Italia  | —    | —    | —    | —    | Ab.   | 50.º | —    | —    |
|                 | Tour de Francia | —    | —    | —    | —    | 78.º  | —    | Ab.  | —    |
|                 | Vuelta a España | —    | —    | —    | —    | —     | —    | —    | —    |
| Mundial en Ruta | Mundial en Ruta | —    | —    | —    | —    | 111.º | —    | —    | —    |

―: no participa

Ab.: abandono

## Equipos
- Saint Quentin Oktos MBK (1999)
- La Française des jeux (2000-2004)
- Saunier Duval-Prodir (2005-2006)